# Ньюїнгтон (Коннектикут)
Ньюїнгтон (англ. Newington) — місто (англ. town) в США, в окрузі Гартфорд штату Коннектикут. Населення — 30 536 осіб (2020).

## Демографія
Згідно з переписом 2010 року, у місті мешкали 30 562 особи в 12 550 домогосподарствах у складі 8246 родин. Було 13011 помешкання
Расовий склад населення:
| - 86,5 % — білих - 5,7 % — азіатів - 3,5 % — чорних або афроамериканців - 0,2 % — корінних американців - 2,1 % — осіб інших рас |

До двох чи більше рас належало 2,0 %. Частка іспаномовних становила 7,6 % від усіх жителів.
За віковим діапазоном населення розподілялося таким чином: 19,8 % — особи молодші 18 років, 61,8 % — особи у віці 18—64 років, 18,4 % — особи у віці 65 років та старші. Медіана віку мешканця становила 43,7 року. На 100 осіб жіночої статі у місті припадало 89,9 чоловіків;  на 100 жінок у віці від 18 років та старших — 87,0 чоловіків також старших 18 років.
Середній дохід на одне домашнє господарство  становив 90 959 доларів США (медіана — 79 181), а середній дохід на одну сім'ю — 108 290 доларів (медіана — 99 812). Медіана доходів становила 64 833 долари для чоловіків та 52 192 долари для жінок. За межею бідності перебувало 4,8 % осіб, у тому числі 4,2 % дітей у віці до 18 років та 7,9 % осіб у віці 65 років та старших.
Цивільне працевлаштоване населення становило 16 298 осіб. Основні галузі зайнятості: освіта, охорона здоров'я та соціальна допомога — 25,4 %, виробництво — 11,9 %, фінанси, страхування та нерухомість — 11,3 %.